# Henri d'Aramitz
Henri, señor d'Aramitz ("Señor de Aramits"; c. 1620–1655 o 1674) fue un sacerdote católico gascón, antiguo mosquetero de la Maison du Roi en la Francia del siglo XVII. Además, era el sobrino del Conde de Troisville, capitán de los mosqueteros de la Guardia. Aramitz sirvió de inspiración para el personaje de Alejandro Dumas Aramis en Los tres mosqueteros y sus continuaciones.

## Vida
Aramitz nació en una familia noble, hijo de Charles d'Aramitz y Catherine d'Espaloungue de Rague en Bearn, Francia. Su padre vivió en París como maréchal-des-logis de los mosqueteros de la Guardia, pero tras la muerte del abuelo de Henri, el abate Pierre d'Aramitz, Charles regresó a Bearn y se hizo cargo de la parroquia de su padre. Su abuelo fue un capitán en el ejército hugonote, aunque Henry d'Aramitz fue católico y se casó con una devota católica.
El tío del Henri d'Aramitz, el Conde de Troisville, lo llamó a París junto con sus primos Armand Athos y Isaac de Porthau por su reputación de maestros en esgrima. 
 En esta ocasión Aramitz tuvo la oportunidad de conocer al Conde d'Artagnan. Las Mémoires de M. Artagnan, escritas por Gatien de Courtilz de Sandras, más tarde sirvieron como base para la novela de Alejandro Dumas Los tres mosqueteros. En mayo de 1640 Aramitz se unió a los mosqueteros de la Guardia.
Aramitz se casó con Jeanne de Bearn-Bonnasse el 16 de febrero de 1650 y tuvieron dos hijos (Clemente y Amant) y una hija. Tras la muerte de su padre en 1648, renunció al servicio y asumió la parroquia de Bearn. Las fuentes discrepan en su fecha de muerte, registrado como 1674 o en 1655.